# Alloniscus marinus
Alloniscus marinus là một loài chân đều trong họ Alloniscidae. Loài này được miêu tả khoa học năm 1920 bởi Collinge.